# Tomasz Kirejczyk
Tomasz Kirejczyk (ur. 2 września 1965 w Szczecinie, zm. 11 września 2019 tamże) – polski piłkarz, występujący na pozycji napastnika.

## Życiorys
Na początku 1987 roku przeszedł z Arkonii Szczecin do trzecioligowej Stali Stoczni Szczecin. W 1988 roku został piłkarzem Pogoni Szczecin. W barwach tego klubu w sezonie 1988/1989 występował w I lidze. Zadebiutował w niej 30 lipca w zremisowanym 1:1 meczu z GKS Katowice. Ogółem w I lidze wystąpił w 21 meczach. Na poziomie pierwszoligowym zdobył jedną bramkę – 29 marca 1989 roku w zremisowanym 1:1 spotkaniu z Lechem Poznań. Po spadku Pogoni do II lidze pozostał w klubie. W sezonie 1990/1991 awansował wraz z klubem do I ligi. Latem 1991 roku opuścił klub.

## Statystyki ligowe
| Sezon     | Klub           | Liga    | Mecze | Gole |
| --------- | -------------- | ------- | ----- | ---- |
| 1988/1989 | Pogoń Szczecin | I liga  | 21    | 1    |
| 1989/1990 | Pogoń Szczecin | II liga | 19    | 2    |
| 1990/1991 | Pogoń Szczecin | II liga | 6     | 0    |